# Lakatoro
Lakatoro è un centro abitato di Vanuatu situato nella provincia di Malampa, della quale è il capoluogo.